# Коломбангара
Коломбангара (на английски: Kolombangara) (понякога се произнася Куломбангара) е остров от групата острови Ню Джорджия в архипелага Соломонови острови. Има почти кръгла форма, в диаметър около 15 км, и представлява стратовулкан с височина 1770 метра. Островът образува част от южната граница на пролива Ню Джорджия; от северната страна заливът Веля го разделя от островите Веля Лавеля и Гизо, от югоизточна страна заливът Кула го отделя от остров Ню Джорджия.
Коломбангара е покрит с гъсти гори. Местните жители са малобройни. Названието на острова произлиза от местния език, дословно означаващо „Бог на водата“, тъй като на острова около 80 реки и ручеи се стичат по стръмните планински склонове.